# Pres Slack
Preston Webb Slack, detto Pres (28 dicembre 1908 – Orange, 25 gennaio 1993), è stato un cestista statunitense, professionista nella NBL.

## Carriera
Giocò per due stagioni nella NBL, disputando complessivamente 23 partite con 4,3 punti di media.